# (1248) Jugurtha
Pour les articles homonymes, voir Jugurtha (homonymie).
(1248) Jugurtha est un astéroïde de la ceinture principale découvert le 1er septembre 1932 par l'astronome sud-africain Cyril V. Jackson.
Il est nommé d'après Jugurtha, un roi Numide, d'Afrique du Nord, du IIe siècle av. J.-C..

## Historique
Le lieu de découverte, par l'astronome sud-africain Cyril V. Jackson, est Johannesburg (UO).
Sa désignation provisoire, lors de sa découverte le 1er septembre 1932, était 1932 RO.